# Limonade
Limonade – miasto na Haiti, w departamencie Północnym.